# 磁気探査
磁気探査（じきたんさ）または磁力探査とは、物理探査の一環で地磁気の強弱を測定し、これを解析することによって、地下構造を把握するための地質調査の手法。

## 磁気探査
フラックス・ゲートセンサのような磁力計で地盤の磁力から地質構造や埋設物の分布を導き出す。水平探査と鉛直探査がある。三軸磁気センサーを使用するとX成分,Y成分,Z成分,全磁場成分を同時に計測でき、埋設物の相対的な位置を特定でき、移動方向の前後に三軸センサーを配置することにより、その差分データを用いることで地磁気やその他磁場の影響を減少させることが出来る。
不発弾の調査にも使用される。